# Puerto Rico op de Olympische Zomerspelen 1980
Puerto Rico nam deel aan de Olympische Zomerspelen 1980 in Moskou, Sovjet-Unie. 

## Deelnemers en resultaten per onderdeel

### Boksen
| Olympiër          | Discipline  | Resultaat | Prestatie |
| ----------------- | ----------- | --------- | --- |
| Alberto Mercado   | -51kg (m)   | 9e        | 1ste ronde: vrij 2de ronde: V van MEX Gilberto: scheidsrechterlijke beslissing                                                                        |
| Luis Pizarro      | -57kg (m)   | 5e        | 1ste ronde: vrij 2de ronde: W van CMR Mberebe Baban: scheidsrechterlijke beslissing 3de ronde: W van GUY Brown: 5-0 kwartfinale: V van CUB Horta: 0-5 |
| José Ángel Molina | -63,5kg (m) | 5e        | 1ste ronde: W van ETH Saide: 5-0 2de ronde: W van GDR Schwarz: scheidsrechterlijke beslissing kwartfinale: V van URS Konakbaev: opgave                |

Afghanistan · Algerije · Andorra · Angola · Australië · België · Benin · Birma · Botswana · Brazilië · Bulgarije · Colombia · Congo-Brazzaville · Costa Rica · Cuba · Cyprus · Denemarken · Dominicaanse Republiek · Duitse Democratische Republiek · Ecuador · Ethiopië · Finland · Frankrijk · Griekenland · Groot-Brittannië · Guatemala · Guinee · Guyana · Hongarije · Ierland · IJsland · India · Irak · Italië · Jamaica · Joegoslavië · Jordanië · Kameroen · Koeweit · Laos · Lesotho · Libanon · Liberia · Libië · Luxemburg · Madagaskar · Mali · Malta · Mexico · Mongolië · Mozambique · Nederland · Nepal · Nicaragua · Nieuw-Zeeland · Nigeria · Noord-Korea · Oeganda · Oostenrijk · Peru · Polen · Portugal · Puerto Rico · Roemenië · San Marino · Senegal · Seychellen · Sierra Leone · Sovjet-Unie · Spanje · Sri Lanka · Syrië · Tanzania · Trinidad en Tobago · Tsjecho-Slowakije · Venezuela · Vietnam · Zambia · Zimbabwe · Zweden · Zwitserland